# Gölsjömyren
Gölsjömyren är ett naturreservat i Ljungby kommun i Kronobergs län.
Reservatet är 344 hektar stort och består av våtmark. Det bildades 1975 och ligger några kilometer sydöst om Ljungby. I norr gränsar det till naturreservatet Horsnäsamossen.
Myren består av både mossar och kärr och har bildats genom igenväxning av en tidigare större sjö. Den lilla Gölsjön i reservatets mitt  utgör en rest och är en näringsfattig humussjö. Det finns gott om små vattenhål eller gölar. Inom området finns även skogklädda fastmarksöar. Kärren som omger myren kallas laggkärr.

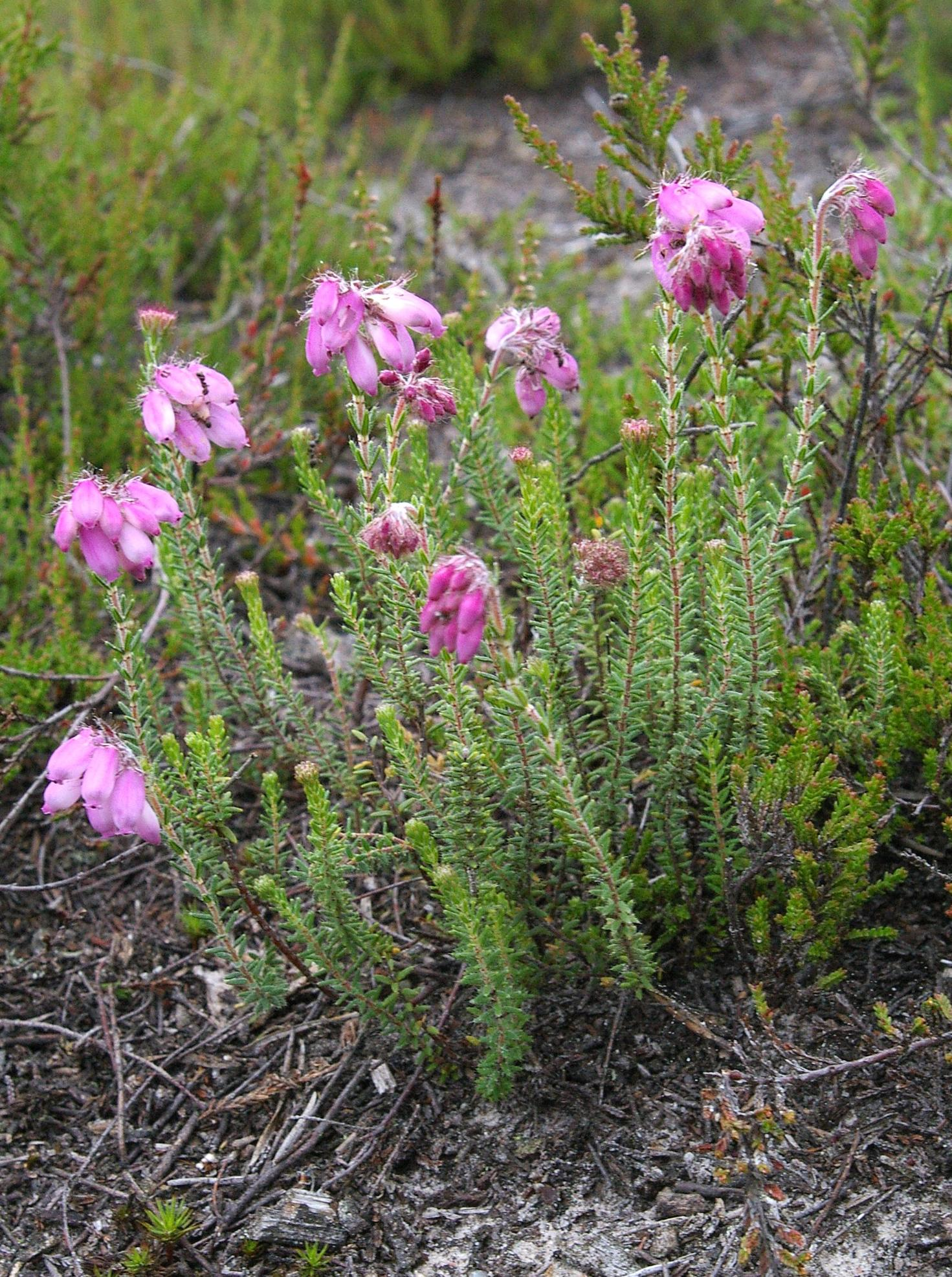
Klockljung

I kärren växer ängsull, myrlilja, rosling, klockljung och pors. På mossarna växer ljung och tuvdun. Olika starr- och sileshårarter ger myren dess färger. Omkring myren finns skogklädda moränmarker. I väster går en rullstensås och där finns även hällmarker.
Inom reservatet finns ett rikt fågelliv vilket kan studeras från ett utsiktstorn. Området är en viktig rastlokal för flyttande fåglar. Här kan ses trana, sädgås, sångsvan och änder. Även varfågel kan ses under senhösten och våren. På myren häckar enkelbeckasin.